# Brzezia
Brzezia – wieś sołecka  w Polsce położona w województwie mazowieckim, w powiecie gostynińskim, w gminie Sanniki. Geograficznie położona na obszarze Równiny Kutnowskiej. Przez miejscowość przebiega droga wojewódzka nr 577 relacji Łąck-Sochaczew.
W czasie kampanii wrześniowej stacjonowała tu 43 Eskadra Towarzysząca.
W latach 1975–1998 miejscowość administracyjnie należała do województwa płockiego.
Miejscowości sąsiednie: Szkarada, Sielce, Potok Czarny, Lasek, Paulinka, Zamiary, Witusza.